# Niviventer eha
Niviventer eha es una especie de roedor perteneciente a la familia Muridae. Se encuentra en varias regiones de Asia, incluyendo China, India, Birmania y Nepal. Esta especie habita en una variedad de hábitats en su área de distribución, adaptándose a diferentes condiciones ambientales.

## Descripción
Niviventer eha es un roedor de tamaño mediano con características distintivas. Su pelaje varía en colores, pero generalmente es de tonos marrones y grises. La especie muestra una cola larga y esbelta que a menudo es más larga que su cuerpo. Sus orejas son relativamente grandes en comparación con otros roedores y sus patas están adaptadas para la locomoción ágil.

## Distribución geográfica
Esta especie se encuentra en diversas partes de Asia, incluyendo China, India, Birmania y Nepal. Ocupa una variedad de hábitats, desde bosques hasta zonas agrícolas, lo que la hace versátil en términos de adaptación a diferentes entornos.

## Estado de conservación
Según la 2006 IUCN Red List of Threatened Species, Niviventer eha se clasifica como de Preocupación menor (LC), lo que indica que su población está relativamente estable y no enfrenta una amenaza inminente. Sin embargo, es fundamental continuar monitoreando su estado de conservación y su hábitat.